# B4.DA.$$
B4.DA.$$ ist das Debütalbum des US-amerikanischen Rappers Joey Bada$$. Es erschien am 20. Januar 2015 über die Plattenfirmen Pro Era, Cinematic Music Group, Relentless Records und RED Distribution.

## Titelliste
1. Save the Children – 3:35
2. Greenbax (Introlude) – 0:48
3. Paper Trail$ – 3:17
4. Piece of Mind – 3:38
5. Big Dusty – 4:53
6. Hazeus View – 3:39
7. Like Me (feat. BJ the Chicago Kid) – 4:28
8. Belly of the Beast (feat. Chronixx) – 3:56
9. No. 99 – 2:46
10. Christ Conscious – 2:53
11. On & On (feat. Dyemond Lewis und Maverick Sabre) – 4:40
12. Escape 120 (feat. Raury) – 3:47
13. Black Beetles – 3:50
14. O.C.B. – 3:43
15. Curry Chicken – 3:33
16. Run Up on Ya (feat. Action Bronson und Elle Varner) (Bonus-Titel des Deluxe Edition) – 4:08
17. Teach Me (feat. Kiesza) (Bonus-Titel des Deluxe Edition) – 4:18

## Rezeption

### Erfolg
B4.DA.$$ verkaufte sich in der ersten Woche 53.990 Mal in den Vereinigten Staaten. Damit konnte der Rapper Rang 5 der US-amerikanischen Billboard 200 erreichen. In Neuseeland positionierte sich das Album auf Rang 11 und in Australien auf Rang 17. Auch in einigen europäischen Staaten konnte der Rapper Erfolge feiern. So belegte B4.DA.$$ Platz 24 in der Schweiz, Platz 36 in Norwegen, Platz 57 in Frankreich und Platz 69 in den Niederlanden.

### Kritik
Die E-Zine Laut.de bewertete B4.DA.$$ mit vier von möglichen fünf Punkten. Aus Sicht des Redakteurs David Maurer sei das Album ein „großartiges Debüt“, das „erwartungsgemäß voller Boom Bap-Nostalgie und Golden Era-Referenzen“ stecke. B4.DA.$$ sei zwar „mit Sicherheit kein modernes ‚Illmatic‘“, jedoch beweise Bada$$ „auf eindrucksvolle Weise, dass man nicht nur auf neuen Wegen, sondern auch auf vermeintlich abgetrampelten Pfaden einen verdammt guten Lauf hinlegen“ könne. Das Lied Paper Trail$ sei laut Maurer „textlich sicherlich eines der stärksten Stücke des Albums.“ So erzähle der Rapper „mit geschickten Zeilen von den vielen Problemen, die das schnelle Geld mit sich gebracht“ habe und zitiere dabei den Wu-Tang Clan und J. Cole. Mit Piece Of Mind sei eine Hommage an Nas’ One Love enthalten. Das Stück Curry Chicken wird als „Konstrukt aus 90er-Referenzen, markanter Stimme, Mehrfachreimen und Killer-Flow“ charakterisiert.

### Bestenliste
In der Liste der besten „Hip Hop-Alben des Jahres“ 2015 von Laut.de wurde B4.DA.$$ auf Rang 25 platziert. Aus Sicht der Redaktion habe ein 20-Jähriger selten „so gereift und abgeklärt“ geklungen. Joey Bada$$ übersetze „selbst drei Jahre nach seinem gefeierten ‚1999‘-Mixtape [wie] kaum ein anderer Rapper den Flavor der 90s so stilsicher ins Jetzt.“